# فيراري 308 جي تي بي
فيراري 308 جي تي بي (بالإيطالية: Ferrari 308 GTB)‏ ، هي سيارة رياضية أنتجها شركة فيراري الإيطالية عام 1975م، وتوقف إصدارها عام 1985م، وقد صممه الإيطالي ليوناردو فيورافانتي.

## وصلات خارجية
- Ferrari 308 GTSi Hi-Res photo gallery
- Ferrari 308 GTB Fiberglass Register